# Drosophila akoko
Drosophila akoko är en tvåvingeart som beskrevs av Karl N. Magnacca och O'grady 2008. Drosophila akoko ingår i släktet Drosophila och familjen daggflugor.
Artens utbredningsområde är Hawaii.